# سیاه‌توکای بال‌خاکستری
سیاه‌توکای بال‌خاکستری (نام علمی: Turdus boulboul) نام یک گونه از تیره توکایان است.